# Hans Tikkanen
Hans Tikkanen (Karlstad, 6 de febrero de 1985) es un ajedrecista sueco, que tiene el título de Gran Maestro desde 2010. En el ranking de la Federación Internacional de Ajedrez (FIDE) de noviembre de 2014 tenía un Elo de 2551 puntos, lo que le convertía en el jugador número 5 (en activo) de Suecia. Su máximo Elo fue de 2596 puntos, en la lista de julio de 2011 (posición 253 en el ranking mundial).

## Resultados destacados en competición
Tikkanen ganó el campeonato júnior de Suecia en 2002. En 2010 obtuvo la copa de la Universidad Lituana de Agricultura en Kaunas y empató en los puestos 3.º a 6.º con Šarūnas Šulskis, Tiger Hillarp Persson y Kaido Külaots en Borup (el campeón fue Normunds Miezis). En enero de 2012 fue segundo en el Grupo C del Torneo Tata Steel en Wijk aan Zee (el campeón fue Máxim Túrov). Ha jugado representando a Suecia en el Campeonato de Europa por equipos en 2005 y 2011 y también en la Olimpiada de 2012. En 2011 se proclamó campeón absoluto de Suecia en Vasteras por vez primera; en 2012 volvió a ganarlo en Falun y en 2013 en Orebro, superando a Nils Grandelius.